# Riedelia erecta
Riedelia erecta är en enhjärtbladig växtart som beskrevs av Theodoric Valeton. Riedelia erecta ingår i släktet Riedelia och familjen Zingiberaceae. Inga underarter finns listade i Catalogue of Life.